# Natasha Sturges
Natasha Sturges (Sídney, 30 de junio de 1975) es una deportista australiano-británica que compitió en vela en la clase Mistral.
Ganó una medalla de bronce en el Campeonato Mundial de Mistral de 1994 y dos medallas en el Campeonato Europeo de Mistral, plata en 2002 y bronce en 1996.

## Palmarés internacional
| \| Representando a Australia \| \| \| \| \| Campeonato Mundial \| \| \| \| \| Año \| Lugar \| Medalla \| Clase \| \| 1994 \| Gimli (Canadá) \| Medalla de bronce \| Mistral \| \| Campeonato Europeo \| \| \| \| \| Año \| Lugar \| Medalla \| Clase \| \| 1996 \| Niza (Francia) \| Medalla de bronce \| Mistral \| \| Representando al Reino Unido \| \| \| \| \| Campeonato Europeo \| \| \| \| \| Año \| Lugar \| Medalla \| Clase \| \| 2002 \| Neusiedl am See (Austria) \| Medalla de plata \| Mistral \| |                           |                   |         |
| Representando a Australia |                           |                   |         |
| Campeonato Mundial |                           |                   |         |
| Año | Lugar                     | Medalla           | Clase   |
| 1994 | Gimli (Canadá)            | Medalla de bronce | Mistral |
| Campeonato Europeo |                           |                   |         |
| Año | Lugar                     | Medalla           | Clase   |
| 1996 | Niza (Francia)            | Medalla de bronce | Mistral |
| Representando al Reino Unido |                           |                   |         |
| Campeonato Europeo |                           |                   |         |
| Año | Lugar                     | Medalla           | Clase   |
| 2002 | Neusiedl am See (Austria) | Medalla de plata  | Mistral |